# Брањо (Савона)
Брањо је насеље у Италији у округу Савона, региону Лигурија.
Према процени из 2011. у насељу је живело 477 становника. Насеље се налази на надморској висини од 349 м.